# Якубовський Фуад Борисович
Фуад Борисович Якубовський (16 серпня 1908, станція Малаховка Бронницького повіту Московської губернії, тепер смт Малаховка Люберецького району Московської області, Російська Федерація — 27 березня 1975, місто Москва) — радянський державний діяч, міністр монтажних і спеціальних будівельних робіт СРСР. Кандидат у члени ЦК КПРС у 1966—1975 роках. Депутат Верховної Ради СРСР 7—9-го скликань.

## Життєпис
Народився в родині залізничного службовця.
У 1930 році закінчив Московський енергетичний інститут.
У 1930—1931 роках — інженер-проєктант Електробуду, в 1931—1937 роках — груповий інженер-проєктант, старший інженер-проєктант Електропрому Всесоюзного електротехнічного об'єднання.
У 1937—1939 роках — головний інженер монтажної контори Електропрому на будівництві Балхаського мідеплавильного комбінату.
У 1939—1940 роках — головний інженер монтажної контори Електромонтажу в місті Ступіно Московської області.
У 1940—1941 роках — головний інженер монтажної контори № 3 Центроелектромонтажу в Москві.
У 1941—1942 роках — головний інженер монтажного управління № 3 в місті Уфі.
У 1942—1943 роках — головний інженер особливого монтажного управління № 2 в Москві.
У 1943—1944 роках перебував у відрядженні у Сполучених Штатах Америки.
У лютому — червні 1944 року — головний інженер особливого проєктно-монтажного управління № 2 Центроелектромонтажу в Москві.
Член ВКП(б) з 1944 року.
У 1944—1946 роках — керуючий тресту «Уралелектромонтаж».
У 1946—1947 роках — начальник Особливого монтажного управління № 2 в окупованій Східній Німеччині.
У 1947—1952 роках — начальник Головного управління з монтажу промислового електроустаткування Міністерства будівництва підприємств машинобудування СРСР.
У 1952—1953 роках — заступник міністра будівництва підприємств машинобудування СРСР.
У 1953—1954 роках — начальник Головного управління з ведення електромонтажних робіт Міністерства будівництва СРСР.
У 1954—1957 роках — заступник міністра будівництва СРСР.
У 1957—1962 роках — заступник міністра, в 1962—1963 роках — 1-й заступник міністра будівництва Російської РФСР.
У січні — березні 1963 року — 1-й заступник міністра монтажних і спеціальних робіт Російської РФСР.
У березні — 19 червня 1963 року — 1-й заступник голови Державного виробничого комітету із монтажних і спеціальних будівельних робіт при Держбуді СРСР.
19 червня 1963 — 2 жовтня 1965 року — голова Державного виробничого комітету із монтажних і спеціальних будівельних робіт при Держбуді СРСР — міністр СРСР.
2 жовтня 1965 — 27 березня 1975 року — міністр монтажних і спеціальних будівельних робіт СРСР.
Помер 27 березня 1975 року після важкої хвороби. Похований у Москві на Новодівочому цвинтарі.

## Нагороди
- три ордени Леніна
- орден Жовтневої Революції
- три ордени Трудового Червоного Прапора
- медалі